# Veľké Bystré pleso
Veľké Bystré pleso je největší jezero ve skupině Bystrých ples v Bystré dolině v Západních Tatrách na Slovensku. Je známé také pod názvy Horné Bystré pleso nebo Vyšné Bystré pleso. Má rozlohu 0,8715 ha a je 140 m dlouhé a 85 m široké. Dosahuje maximální hloubky 12,5 m a objemu 36 118 m³. Leží v nadmořské výšce 1879 m.

## Okolí
Nachází se v horním kotli Bystré doliny u úpatí nejvyšší hory Západních Tater Bystré. V stejném kotli na jihovýchod od něj se nacházejí i Dlouhé a Malé Bystré pleso.

## Vodní režim
Pleso nemá povrchový přítok ani odtok. Náleží k povodí Váhu. Rozměry jezera v průběhu času zachycuje tabulka:
| Rok   | Měření prováděl       | Rozloha ha | Délka m | Šířka m | Hloubka max.m | Objem m³ |
| ----- | --------------------- | ---------- | ------- | ------- | ------------- | -------- |
| 1935  | Jerzy Młodziejowski   | 0,894      | 146     | 93,5    | 12,7          | [ 2 ]    |
| [ 3 ] | československá měření | 0,86       | 140     | 85      | 12,5          | [ 2 ]    |
| 2005  | Gregor, Pacl          | 0,8715     | [ 2 ]   | [ 2 ]   | 12,5          | 36 118   |

## Přístup
Pleso není veřejnosti přístupné.